# Torben Piechnik
Torben Piechnik (Hellerup, 21 maggio 1963) è un ex calciatore danese, di ruolo difensore.

## Palmarès

### Club
- Coppa di Danimarca: 1

Aarhus: 1995-1996

### Nazionale
- Campionato d'Europa: 1

Svezia 1992